# Allogamus antennatus
Allogamus antennatus là một loài Trichoptera trong họ Limnephilidae. Chúng phân bố ở miền Cổ bắc.